# Сигнальный пистолет ТТ-С
ТТ-С — сигнальный пистолет российского производства.

## Описание
Сигнальный пистолет сделан на базе травматического пистолета ВПО-501 «Лидер», за основу которого взят боевой пистолет ТТ-33. От боевого пистолета остался только внешний вид и ударно-спусковой механизм.
Для стрельбы используются капсюли Жевело или КВ21.
Пистолет появился в продаже весной 2011 г. Согласно новой редакции закона об оружии, выпуск ТТ-с прекращен с июня 2011 года.
В комплекте с пистолетом идут магазин, паспорт и 7 одноразовых пластиковых картриджей (в продаже встречаются также анодированные стальные патронообразные и латунные), которые играют роль патрона, в них вставляется капсюль.

## Конструкция
В отличие от оригинала, у ТТ-С свободный затвор и неподвижный ствол. В стволе установлена заглушка, исключающая вылет снаряда. Принцип разборки аналогичен травматическому пистолету ТТ-Лидер.
Токари в частном порядке начали изготавливать латунные или же анодированные стальные патронообразные картриджи (аналоги ВПО-506.00.01). Они гораздо более долговечны, нежели стандартные пластиковые, более походят на оригинальный патрон 7.62*25, жевело извлекается с меньшим усилием, нежели из оригинальных пластиковых.